# 漢科烏約山
16°3′0″S 68°19′16″W / 16.05000°S 68.32111°W
漢科烏約山（Janq'u Uyu），是玻利維亞的山峰，位於該國西部拉巴斯省，屬於安第斯山脈中玻利維亞瑞阿爾山脈的一部分，海拔高度約5,512米。